# نو أباد أسبيان (قرة باشلو)
نو أباد أسبيان (بالفارسية: نوآباد اسپیان) هي قرية تقع في إيران في قسم قرة باشلو الريفي. يقدر عدد سكانها بـ 30 نسمة .